# Back on the Dance Floor
Back on the Dance Floor è un brano musicale di Mark Knopfler, pubblicato come singolo nel 2018.
La cantautrice dublinese Imelda May è la voce femminile che compare nel pezzo.

## Formazione
- Mark Knopfler – chitarra e voce
- Glenn Worf – basso elettrico
- Jim Cox – organo
- Guy Fletcher – tastiere
- Danny Cummings – percussioni e cori
- Ian Thomas – batteria
- Imelda May – voce